# Saint-Martin-des-Noyers
Saint-Martin-des-Noyers is een gemeente in het Franse departement Vendée (regio Pays de la Loire) en telt 2121 inwoners (2004). De plaats maakt deel uit van het arrondissement La Roche-sur-Yon.

## Geografie
De oppervlakte van Saint-Martin-des-Noyers bedraagt 41,6 km², de bevolkingsdichtheid is 51,0 inwoners per km².
De onderstaande kaart toont de ligging van Saint-Martin-des-Noyers met de belangrijkste infrastructuur en aangrenzende gemeenten.

## Demografie
Onderstaande figuur toont het verloop van het inwonertal (bron: INSEE-tellingen).